# Teatru de păpuși chinezesc

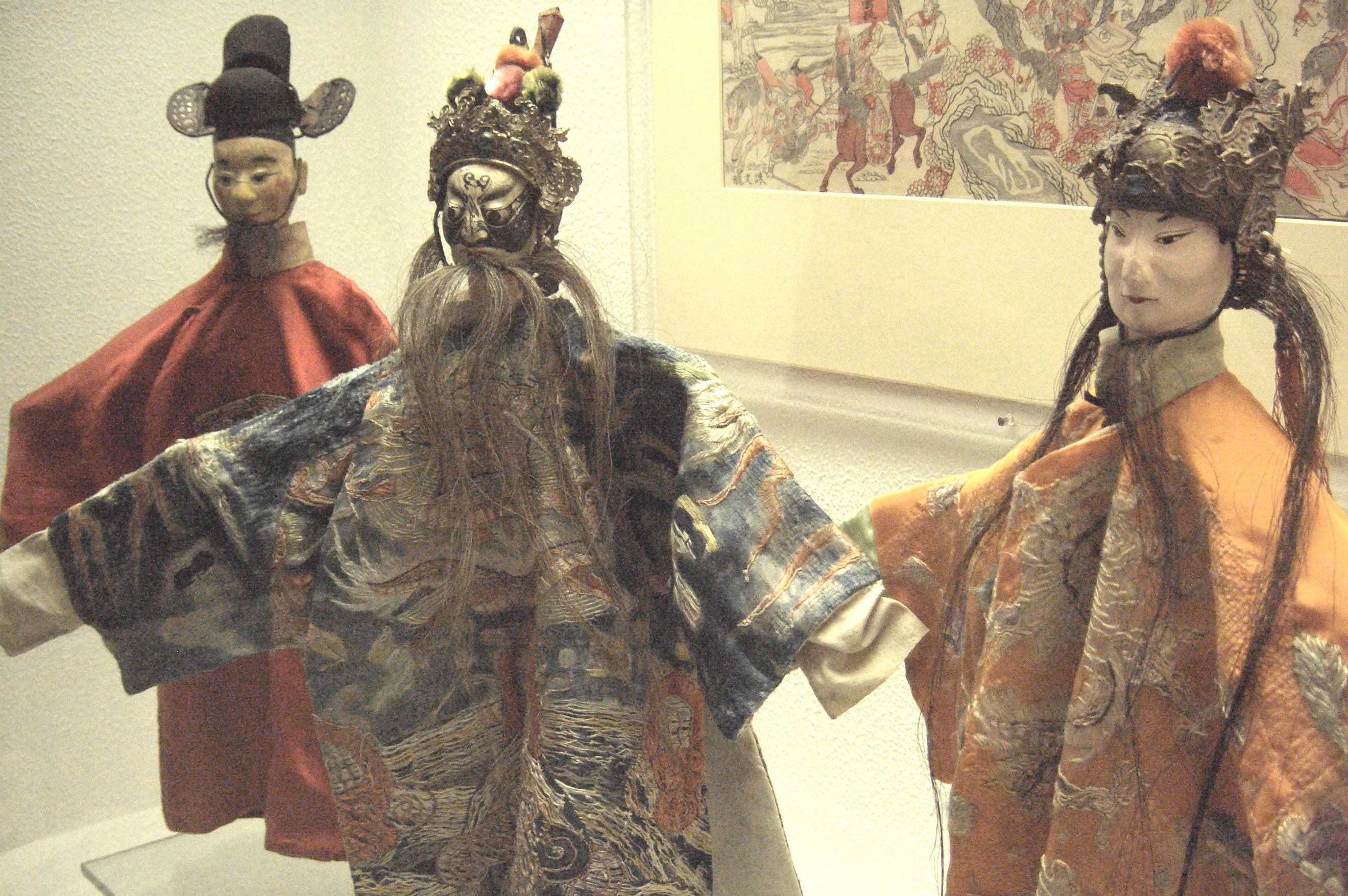
Teatru de păpuși chinezesc

Teatru de păpuși chinezesc (chineză: (傀儡戲) face parte din arta populară chineză, el datând din perioada dinastiei Tang care a existat între 618 și 907, fiind o perioadă de apogeu a civilizației chineze. 